# Aelurillus kopetdaghi
Aelurillus kopetdaghi is een spinnensoort in de taxonomische indeling van de springspinnen (Salticidae).
Het dier behoort tot het geslacht Aelurillus. De wetenschappelijke naam van de soort werd voor het eerst geldig gepubliceerd in 1996 door Wanda Wesołowska.